# Inés de Austria

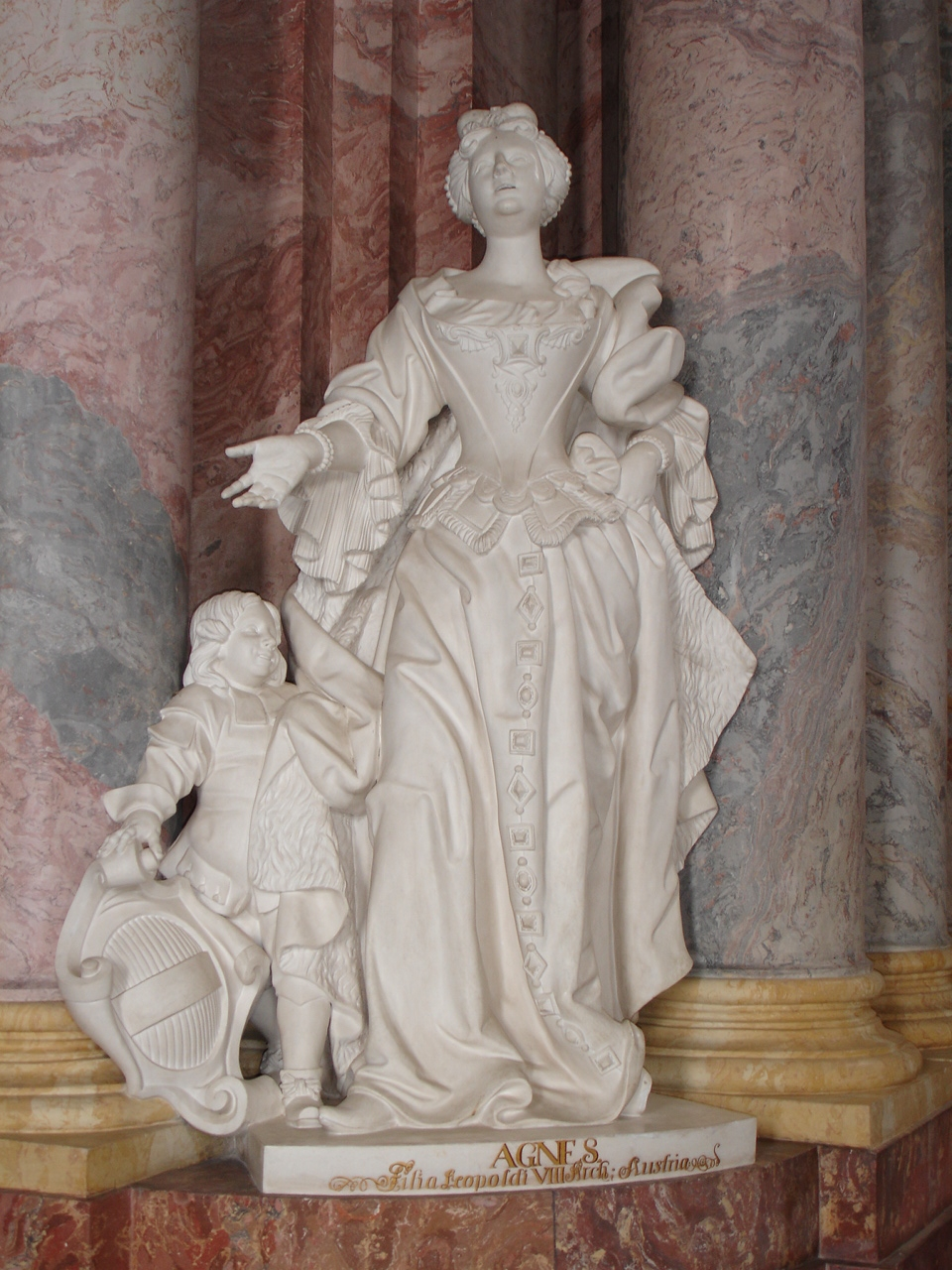
Escultura de Inés.

Inés de Austria (en polaco: Agnieszka; 1322 - 2 de febrero de 1392) fue una princesa alemana de la Casa de Habsburgo y por matrimonio fue la última duquesa de Swidnica.

## Biografía
Fue la segunda hija del duque Leopoldo I de Austria, con su esposa Catalina de Saboya, hija del conde Amadeo V de Saboya. 
Tras la temprana muerte de su padre en 1326, Inés y su hermana mayor Catalina fueron puestas bajo la tutela de sus tíos paternos, Federico el Hermoso y Alberto II, los cuáles aseguraron un buen matrimonio para ambas.
El 1 de junio de 1338 se casó con Bolko II apodado el Pequeño, duque de Świdnica, quién deseaba con esta unión mejorar su posición internacional frente a la Casa de Luxemburgo, competidores directos de los Habsburgo.
El matrimonio aparentemente no tuvo hijos, aunque según algunas fuentes tuvieron dos: una hija, Isabel (m. 1407) y un hijo, Bolko, quien, según una antigua leyenda de Silesia, murió con sólo nueve años, asesinado accidentalmente por el bufón de la corte Jacob Thau, cuando le arrojó una piedra durante un juego.
Sin herederos varones sobrevivientes, Bolko II firmó un tratado en 1353 con el emperador Carlos IV (casado con su sobrina Ana) por el cuál a su muerte, los ducados de Świdnica, Jawor y Lwówek serían dados como dote de por vida a Inés y después serían heredados por el hijo de Ana, Wenceslao de Luxemburgo y finalmente formarían parte de las tierras de Bohemia.
Viuda desde 1368, falleció el 2 de febrero de 1392 en Świdnica y fue enterrada al lado de su esposo en la capilla del príncipe franciscano en la Abadía de Krzeszów en el Voivodato de Baja Silesia. 
Bajo el mandato del abad Benedicto II Seidel (1735-1747) se construyó en la capilla frontal una escultura de mármol blanco de Inés, que se conserva hasta la actualidad.

## Fuente
- Rossignol, Sébastien (2025). Medieval Silesia: An Inclusive History. Routledge.